# Rezerwat przyrody Głazowisko Bachanowo nad Czarną Hańczą
Rezerwat przyrody Głazowisko Bachanowo nad Czarną Hańczą – geologiczno-krajobrazowy rezerwat przyrody o powierzchni 0,98 ha, objęty ochroną częściową, położony na Suwalszczyźnie (gmina Jeleniewo, powiat suwalski, województwo podlaskie), na południe od jeziora Hańcza, nieopodal wsi Bachanowo. Jest to obszar w widłach rzeki Czarna Hańcza i jej dopływu – strumienia Kozikówka, pokryty dużą ilością głazów narzutowych. Rezerwat znajduje się w granicach Suwalskiego Parku Krajobrazowego.
Rezerwat utworzono zarządzeniem nr 130 Ministra Leśnictwa i Przemysłu Drzewnego z dnia 27 października 1972 (M.P. Nr 53, poz. 283).
Celem wprowadzenia ochrony rezerwatowej na tym obszarze jest zachowanie unikatowego głazowiska, prezentującego wyjątkowo naturalny krajobraz polodowcowy. Na małej powierzchni występuje skupisko ok. 10 000 głazów narzutowych o obwodach od 0,5 do 8 m. Położone są na 4 tarasach: w korycie rzeki, na dnie jej doliny, na tarasie ok. 10 m ponad lustrem wody Czarnej Hańczy oraz na powierzchni sandrowej – ok. 25 m ponad lustrem wody. Są to głównie głazy granitowe, granitognejsy, sjenity, gnejsy, piaskowce, wapienie, bazalty, ryolity, melafiry i porfiry.
Głazowisko powstało na skrzyżowaniu dwóch rynien lodowcowych. Głazy zostały przyniesione w to miejsce przez lodowiec ze Skandynawii wraz z masą gliny zwałowej. Zostały odsłonięte w wyniku wymycia gliny przez wody roztopowe lodowca.
Obecnie na głazach występują liczne gatunki porostów naskalnych i mchy – m.in. rzadki gatunek górski. Współcześnie teren rezerwatu wykorzystywany jest jako pastwisko.

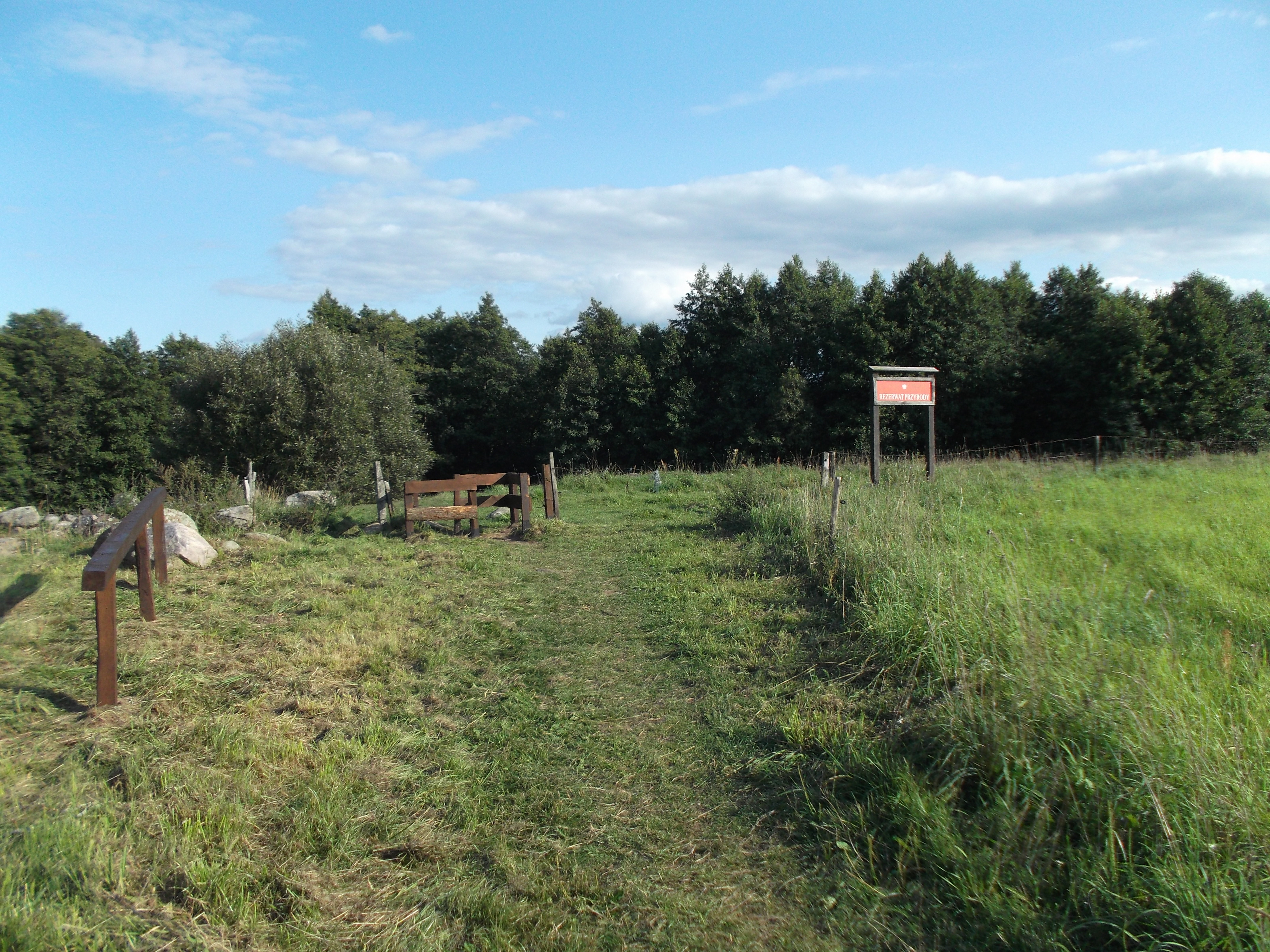
Wejście do rezerwatu
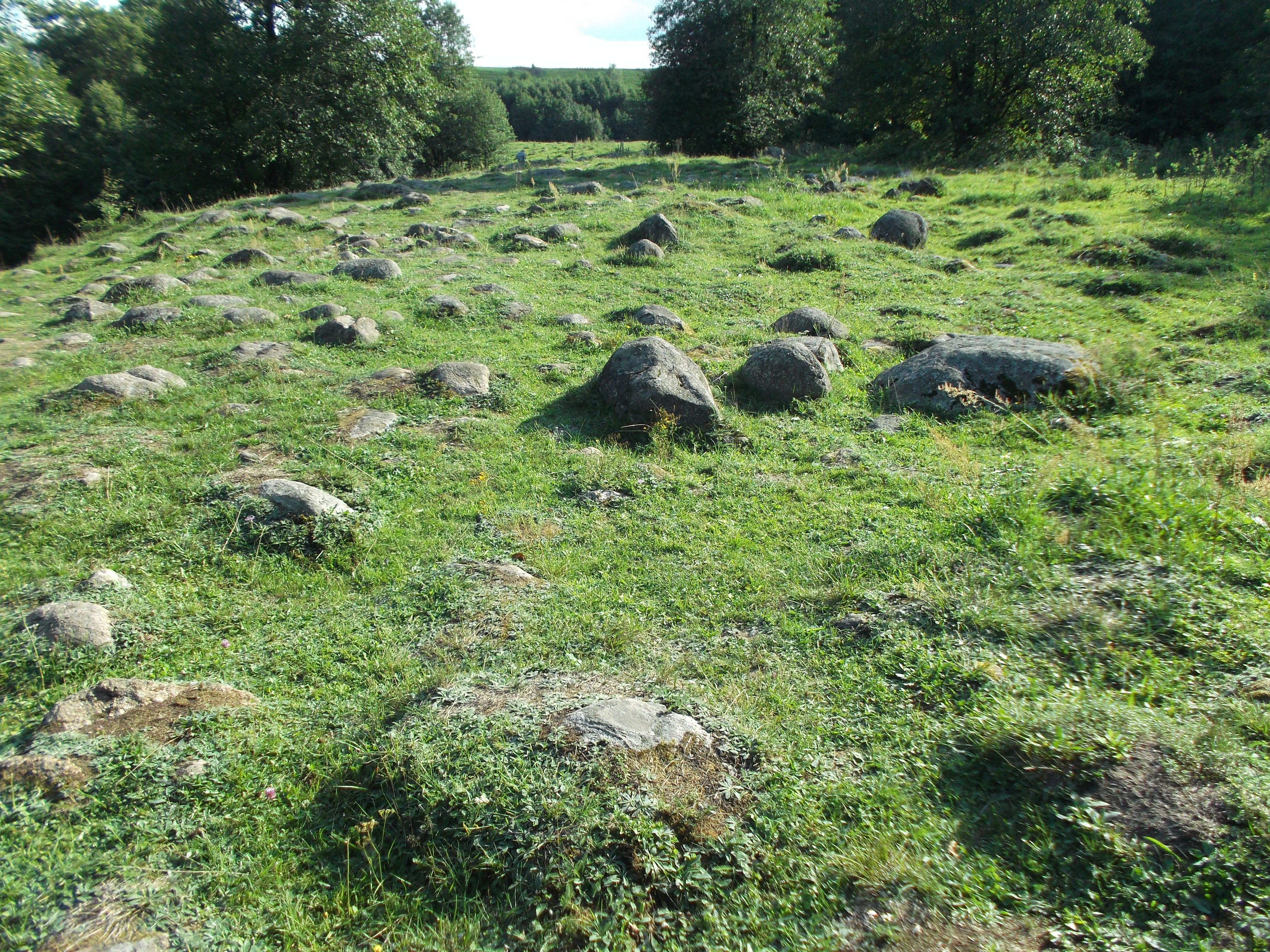
Widok ogólny głazowiska
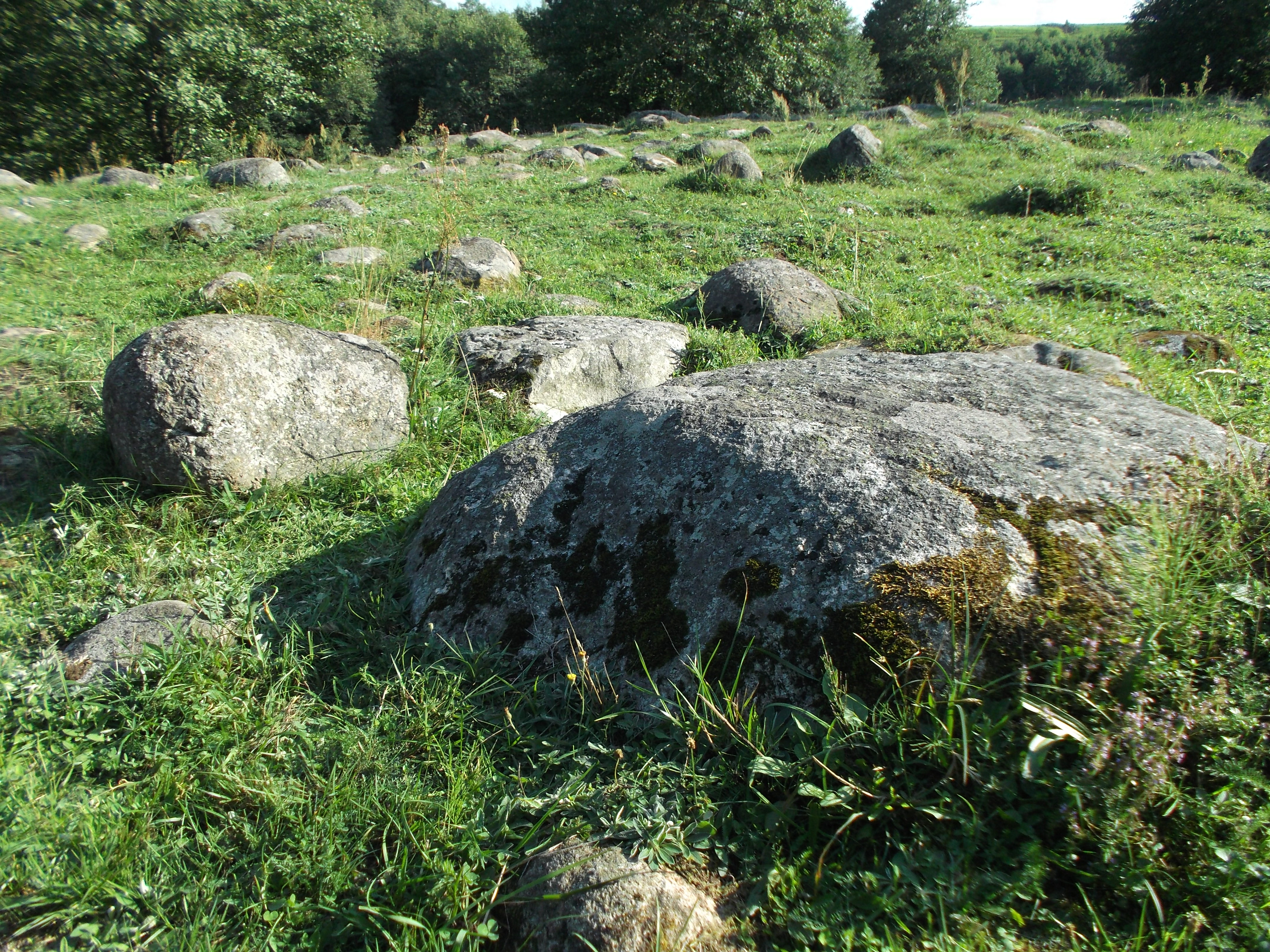
Zbliżenie na duży głaz